# Saint-Jean-aux-Bois (Ardennes)
Saint-Jean-aux-Bois ist eine französische Gemeinde mit 93 Einwohnern (Stand: 1. Januar 2022) im Département Ardennes in der Region Grand Est (vor 2016: Champagne-Ardenne); sie gehört zum Arrondissement Rethel, zum Kanton Signy-l’Abbaye und zum Gemeindeverband Crêtes Préardennaises.

## Geographie
Die Gemeinde wird im Südosten durch den Fluss Malacquise begrenzt. Umgeben wird Saint-Jean-aux-Bois von den Nachbargemeinden Rocquigny im Westen, Le Fréty im Nordwesten, La Férée im Norden, Maranwez im Osten, Montmeillant im Südosten sowie La Romagne im Süden.

## Geschichte

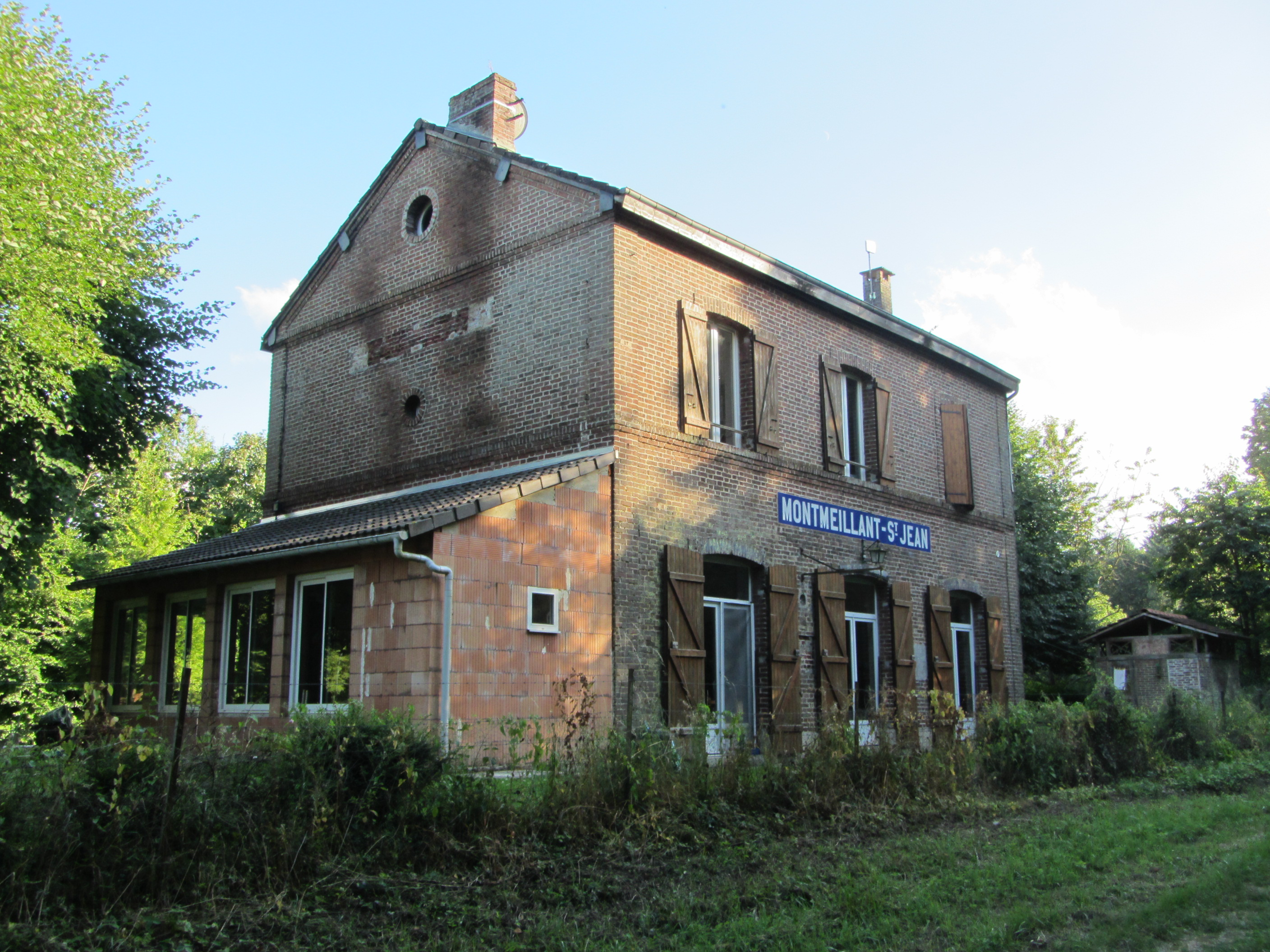
Der alte Bahnhof Montmeillant-Saint-Jean

Während der Französischen Revolution trug der Ort vorübergehend den Namen Libre-Bois.
Die Gemeinde lag von Dezember 1885 bis deren Stilllegung 1953 an der Bahnstrecke von Hirson nach Amagne–Lucquy.

## Bevölkerungsentwicklung
| Jahr                      | 1962 | 1968 | 1975 | 1982 | 1990 | 1999 | 2006 | 2012 | 2018 |
| Einwohner                 | 267  | 246  | 201  | 161  | 139  | 138  | 141  | 139  | 102  |
| Quelle: Cassini und INSEE |      |      |      |      |      |      |      |      |      |

## Sehenswürdigkeiten
- Kirche Saint-Jean-Baptiste, erbaut im 19. Jahrhundert im neugotischen Stil
- Markthalle von Saint-Jean-aux-Bois, erbaut 1752/53, Monument historique seit 1981[1]

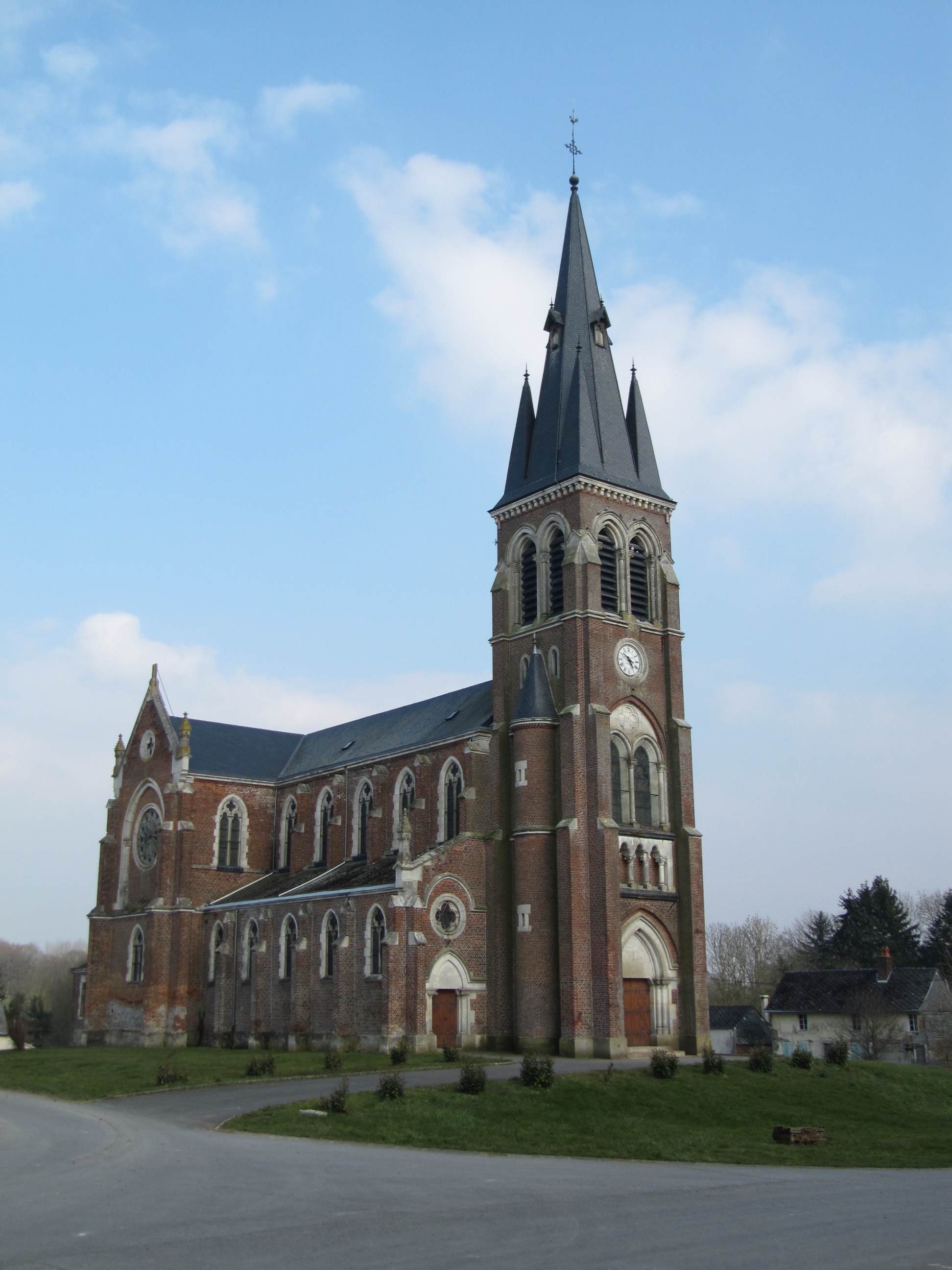
Kirche Saint-Jean-Baptiste
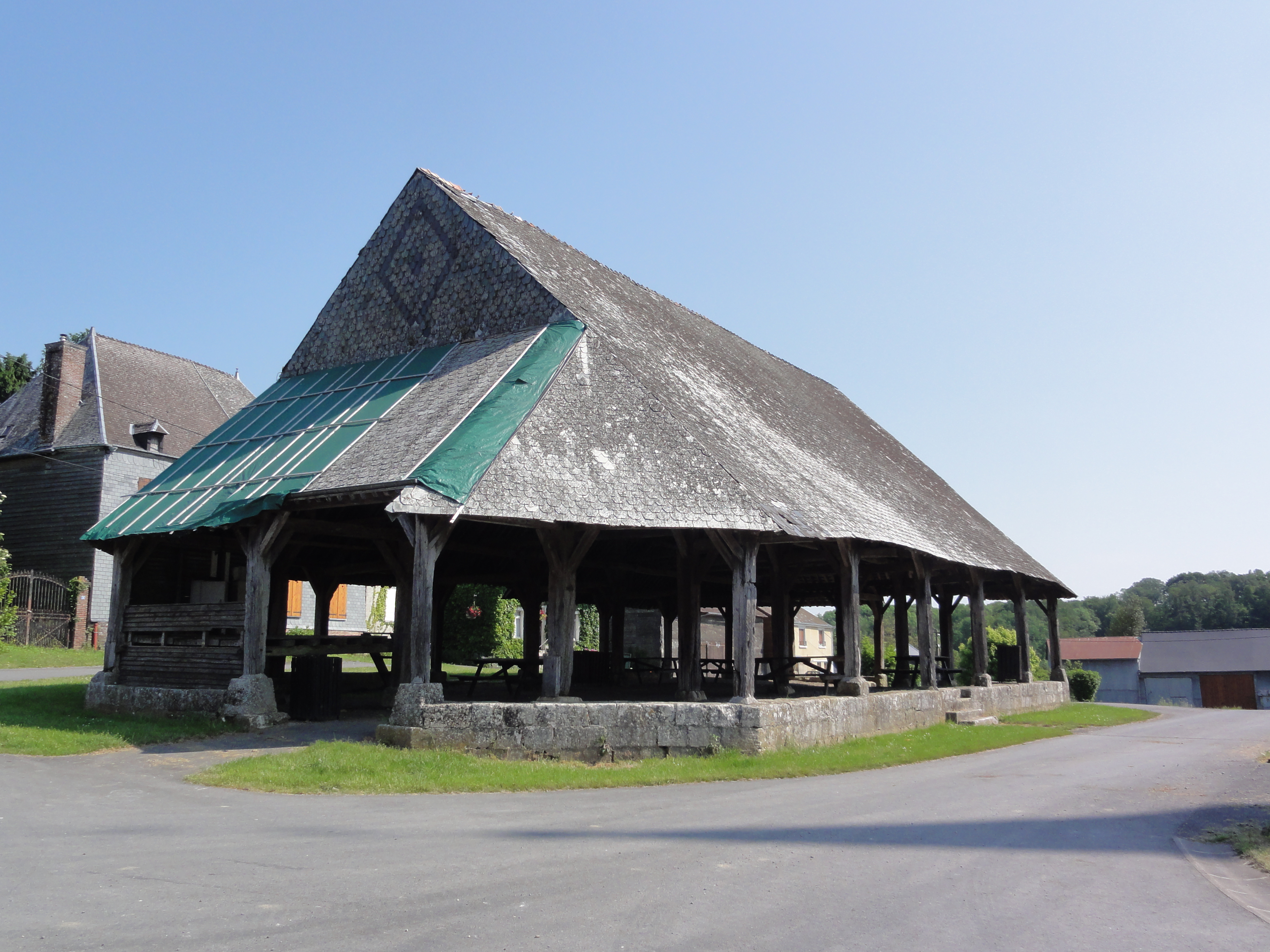
Markthalle Saint-Jean-aux-Bois